# Laščina (slovanski jezik)
Laščina je verjetno osamosvojeno narečje češkega jezika, pravzaprav prehodni jezik med češčino in poljščino, čeprav ga veliko ljudi šteje za poseben jezik. Govori se na Češkem, v Šleziji, na Hlučinskem, Severovzhodnem Moravskem in v nekaterih vaseh na Poljskem ne daleč od Češke. Poljski jezikoslovci menijo, da je laščina poljsko narečje.
Laščina ima več različnih narečij. Njeno besedišče je tako različno, da je Poljaki in Čehi ne morejo razumeti. 
V laščini izgovarjajo zveneča glasova dz, dž, ki jima v českem jeziku ustrezata c, č. V laškem jeziku ni dolgih in kratkih samoglasnikov kakor v poljskem in lužiškem jeziku. Narečja so tri: zahodno, vzhodno in južno narečje. 8% laškega besedišča predstavljajo nemške izposojenske, pravzaprav so prišle iz narečja Sudetskih Nemcev in šlezijske nemščine. 
Pesnik Óndra Łysohorsky je v 20-ih in 30. letih 20. stoletja začel z načrti standardizacije laščine. Obenem je Łysohorsky v laščini napisal mnogo leposlovnih del. Govorci laščine so z veseljem sprejeli program in veliko književnikov je sledilo zgledu Łysogorskega, med njimi Jan Stunavsky, Jozef Šinovsky in Jura Hanys. V drugi svetovni vojni so Nemci prepovedali laški jezik, po vojni pa je komunistični režim potisnil laščino v ozadje. Komunisti so bili mnenja, da je laščina zgolj češko narečje.